# Schärligbach
| Zuläufe und Bauwerke \| Schärligbach \| Schärligbach \| Schärligbach \| Schärligbach \| Schärligbach \| \| ------------ \| ------------ \| ------------ \| --------------- \| ------------ \| \| Legende \| \| \| \| \| \| \| Wachthubel \| \| Wachthubel \| \| \| \| \| \| Ober Tämperten \| \| \| \| Günli \| \| \| \| \| \| \| \| \| \| \| \| \| \| Unter Tämperten \| \| \| \| \| \| Tiergarten \| \| \| \| \| \| \| \| \| \| \| \| \| \| \| \| \| \| \| \| \| \| Brameggmoos \| \| \| \| \| \| \| \| Wissenbächli \| \| \| \| \| \| \| \| \| \| Meisenbach \| \| \| \| \| \| Spießgraben \| \| Büel \| \| \| \| Großhus \| \| \| \| \| \| \| \| \| \| \| \| Färberhus \| \| \| \| \| \| \| \| \| \| \| \| \| \| \| \| \| \| \| \| Kurzenbach \| \| \| \| Schärligbad \| \| Schärligbad \| \| \| \| Schlatt \| \| \| \| \| \| \| \| \| \| \| \| \| \| \| \| \| \| Schlatt \| \| \| \| \| \| \| \| \| \| \| \| \| \| \| \| \| \| \| \| Wissebach \| \| \| Ilfis \| \| \| \| \| |             |  |                 |  |
| Schärligbach |             |  |                 |  |
| Legende |             |  |                 |  |
| | Wachthubel  |  | Wachthubel      |  |
| |             |  | Ober Tämperten  |  |
| | Günli       |  |                 |  |
| |             |  |                 |  |
| |             |  | Unter Tämperten |  |
| |             |  | Tiergarten      |  |
| |             |  |                 |  |
| |             |  |                 |  |
| |             |  |                 |  |
| | Brameggmoos |  |                 |  |
| |             |  | Wissenbächli    |  |
| |             |  |                 |  |
| | Meisenbach  |  |                 |  |
| | Spießgraben |  | Büel            |  |
| | Großhus     |  |                 |  |
| |             |  |                 |  |
| | Färberhus   |  |                 |  |
| |             |  |                 |  |
| |             |  |                 |  |
| |             |  | Kurzenbach      |  |
| | Schärligbad |  | Schärligbad     |  |
| | Schlatt     |  |                 |  |
| |             |  |                 |  |
| |             |  |                 |  |
| | Schlatt     |  |                 |  |
| |             |  |                 |  |
| |             |  |                 |  |
| |             |  | Wissebach       |  |
| Ilfis |             |  |                 |  |

Der Schärligbach [(d̥ə) ˈʒ̊æːrlig̊b̥ɑxˑ] ist ein rund 7 Kilometer langer, südlicher und orographisch linker Zufluss der Ilfis im oberen Entlebuch. Er ist ein mittelsteiles, mittleres Fliessgewässer der montanen, karbonatischen Alpennordflanke.

## Name
Der heutige Name des Bachs ist seit 1531 belegt (dem schärlig bach nach abhÿ ... in denn Scherlibach) und ist vom Schärlig genommen, dem Gebiet bei und vor der Einmündung des Kurzenbachs. 
Älter scheint die Bezeichnung Wissenbach zu sein, die für das Gewässer zeitgleich (Vacht ann die march dess gůtz (vorder kurtzenbach) an dem wÿssennbach) und für die Stelle des Zusammenflusses mit der Ilfis schon 1306 bezeugt ist (possessiones subscriptas, scilicet Wisenbach et Gummon ... cum hucusque possessio dicta Wisenbach). Dieser Name erscheint noch in einer um 1800 kopierten Urkunde von 1730 (Das Gut im Schärling ... fangt an an Spürlers Matten am Weisenbach, jetz Schärligbach) und ist als locativische Dativ-Form des ‚weissen ≈ glänzenden Bachs‘ zu deuten.

## Geographie

### Verlauf
Die Quellbäche des Schärligbachs entspringen am Nordhang des Wachthubels und am Günhorn in der Gemeinde Escholzmatt-Marbach im Kanton Luzern. 
Er verläuft zunächst in Richtung Norden durch den Buschachegrabe und biegt dann beim Brameggmoos nach Nordosten ab. Nachdem er im Meisenbach in flacheres Gelände übergegangen ist und sich wieder nach Norden gewandt hat, durchfliesst er den Schärlig und nimmt bei Schärligbad den von links einmündenden Kurzenbach auf. 
Danach passiert er die am Fusse des Guggchnubels gelegenen Höfe des Weilers Schlatt und ergiesst sich in Wissenbach von links in die Ilfis.

### Einzugsgebiet
Das 12,81 km² grosse Einzugsgebiet des Schärligbachs liegt im Entlebuch in den Emmentaler Alpen und wird durch ihn über die Ilfis, die Emme, die Aare und den Rhein zur Nordsee entwässert.
Es besteht zu 48,2 % aus bestockter Fläche, zu 48,3 % aus Landwirtschaftsfläche, zu 1,8 % aus Siedlungsfläche und zu 1,6 % aus unproduktiven Flächen.
Die Flächenverteilung
Die mittlere Höhe des Einzugsgebietes beträgt 1015,4 m

### Zuflüsse
(Von der Quelle zur Mündung, Namen nach dem Geoportal Luzern, Daten nach dem Geoserver der Schweizer Bundesverwaltung)
- Buschachergraben (rechter Quellbach, Hauptstrang), 3,0 km, 2,78 km²
- Balmegggraben (linker Quellbach, Nebenstrang), 1,9 km, 1,26 km²
- Spiessgraben (rechts), 1,4 km
- Churzenbach (links), 3,7 km, 3,92 km², 120 l/s
- Sunnsitligraben (links), 1,0 km
- Haggegraben (links), 1,2 km

## Hydrologie
Bei der Mündung des Schärligbachs in die Ilfis beträgt seine modellierte mittlere Abflussmenge (MQ) 390 l/s. Sein Abflussregimetyp ist nivo-pluvial préalpin, und seine Abflussvariabilität beträgt 20.